# Henri de Saint-Sulpice
Henri de Saint-Sulpice († 20. Dezember 1576) war einer der Mignons des französischen Königs Heinrich III. Er war der Vetter eines anderen Mignons, Jacques de Lévis.
Er nahm 1573 an der (ersten) Belagerung von La Rochelle teil. Im September 1575 wurde er zum Baron de Saint-Sulpice ernannt, im Januar 1576 zum Kapitän der Chevaulegers der Garde. Am 25. Februar 1576 heiratete er Catherine de Carmaing de Nègrepelisse.
Am 20. Dezember 1576 wurde er nach einem Streit im Auftrag eines seiner Gegner ermordet.
| Personendaten    | Personendaten                                  |
| ---------------- | ---------------------------------------------- |
| NAME             | Saint-Sulpice, Henri de                        |
| KURZBESCHREIBUNG | Mignons des französischen Königs Heinrich III. |
| GEBURTSDATUM     | 16. Jahrhundert                                |
| STERBEDATUM      | 20. Dezember 1576                              |